# Melocichla mentalis
Melocichla mentalis là một loài chim trong họ Macrosphenidae.